# Medalha Bigsby
A Medalha Bigsby  é uma recompensa científica concedida bianualmente pela Sociedade Geológica de Londres para o autor de um trabalho sobre a geologia do continente americano.
O receptor da medalha deve ter realizado o trabalho com menos de 45 anos de idade.
Foi nomeada em homenagem ao médico e geólogo britânico John Jeremiah Bigsby (1792-1881).  
A primeira medalha Bigsby foi concedida em 1877.